# Minimum Equipment List
Die Mindestausrüstungsliste (engl. Minimum Equipment List, MEL) ist ein Begriff aus der Luftfahrt. Die MEL listet alle Instrumente, Ausrüstungsteile oder Funktionen auf, welche defekt sein dürfen. Dort wird auch angegeben, unter welchen Voraussetzungen das Flugzeug mit diesem Defekt betrieben werden kann, d. h. wie lange und in welchem Umfang.

## Beschreibung
Die MEL muss von den jeweiligen Luftfahrtbehörden für einen Betreiber genehmigt werden. Grundlage der kennzeichenspezifischen MEL ist die auf das Flugzeugmuster bezogene MMEL (Master Minimum Equipment List).
Offensichtlich notwendige Teile, wie z. B. der Flügel werden nicht aufgeführt.
Instrumente, Ausrüstungsteile oder Funktionen, welche nicht die Lufttüchtigkeit betreffen, werden ebenfalls nicht aufgeführt. Ein Beispiel hierfür wären Gerätschaften in der Bordküche.

## Zweck der MEL
Die MEL ermöglicht es dem Halter bzw. seiner Besatzung, einen Flughafen anzufliegen, auf dem sich (eigenes) Wartungspersonal befindet.